# Информационно дело „Галерия“
Информационното дело „Галерия“ е информационно дело, водено през 2008 – 2009 година в българската Държавна агенция „Национална сигурност“ (ДАНС) по вътрешно разследване за изтичане на информация от службата.
Делото става публично известно, след като при проверка на парламентарна комисия става ясно, че по него неправомерно са наблюдавани политици и журналисти. В последвалия публичен скандал са разкрити други практики на ДАНС, които създават впечатлението, че службата продължава традициите на предшественика си Държавна сигурност и систематично събира компрометиращи материали за обществени личности, за да ги използва за изнудване и контрол.

## Вътрешно разследване в ДАНС
В края на юли 2008 година се появява и бързо придобива популярност анонимният сайт „Опасните“, който през следващите седмици публикува 11 статии с компрометиращи материали – разнородни обвинения от шпионаж, рекет и незаконна търговия с оръжие до интимни връзки – за известни личности от обществения и стопанския живот: президента Георги Първанов, министър-председателя Сергей Станишев, политиците Александър Томов и Младен Червеняков, бизнесмените Валентин Златев, Красимир Гергов, Николай Гигов, Петър Манджуков и Георги Гергов, служителите на ДАНС Петко Сертов, Иван Драшков, Алексей Петров и Ангел Тянков.
Информационното дело „Галерия“ е заведено в Дирекция „Сигурност на ДАНС“ по подозрения, че част от публикациите на „Опасните“ се основават на вътрешна класифицирана информация на службата, като е формално утвърдено от директора на дирекцията Владимир Писанчев на 12 август 2008 година. Според вътрешните правила на ДАНС по информационните дела не трябва да се извършват агентурно-оперативни действия, нито да се прилагат специални разузнавателни средства (СРС), но по това дело те не са спазвани.
Още на 15 август заместник-председателят на ДАНС Иван Драшков изисква разпечатки на разговорите на два телефонни номера, чиито притежатели остават неоповестени. Към 18 август по делото е установено, че между 19 юли и 12 август в сайтовете „Опасните“, „Афера“ и „Фрогнюз“ са публикувани материали (препечатани след това във вестниците „Уикенд“ и „Шок“), които са свързани с работата на ДАНС, а някои включват нападки срещу служителя на службата Алексей Петров. Установени са собствениците и издателите тези медии и вече официално се предлага да се изискат разпечатки на телефонните разговори на свързаните с публикациите, за да се търси източникът на информацията в тях. Между 26 август и 11 септември Писанчев изисква тримесечни разпечатки на разговорите на още 18 телефонни номера. На 25 август ДАНС прави и три искания – единствените, за които има разсекретени данни – за използване на СРС, които са утвърдени от съда и вътрешния министър Михаил Миков. Те са за подслушване в продължение на 60 дни от 1 септември на телефоните на издатели и журналисти в „Уикенд“ - Мартин Радославов, Недялко Недялков и Димитър Златков. На 25 септември Драшков изисква за установяване IMEI номера на апарат, използван с определен телефонен номер, и дали той е използван и с други телефонни номера.
Към 17 август Главна дирекция „Борба с организираната престъпност“ установява, че достъп до „Опасните“ има Йоргос Пецас, след което ДАНС успяват да го заснемат да въвежда информация в сайта, той е задържан и подложен на седемчасов разпит.
Разследването, което постоянно се следи лично от ръководителя на ДАНС Петко Сертов, потвърждава, че част от публикациите на „Опасните“ са достоверни и са базирани на вътрешна информация на ДАНС, като се предполага, че тя е изтекла по различни канали до общ център, където е селектирана и обработена, преди да бъде публикувана. То установява, че статиите в „Опасните“ са писани от журналиста Огнян Стефанов, като се отбелязват неговите и на съдружника му Младен Мутафчийски връзки с публични личности, чрез които биха могли да получат вътрешна информация от ДАНС. Макар по това време Мутафчийски да е имал контакти с Иван Драшков и ръководителя на стопанската дирекция на ДАНС Веселин Марков (в началото на септември Драшков прекарва отпуската си в притежаван от Мутафчийски хотел, където двамата са снимани с Марков), разследването ги игнорира. Сред проверяваните заради връзките им със Стефанов са проправителствените депутати Татяна Дончева и Румен Овчаров и бившия ръководител на контраразузнаването Иван Чобанов, но не е установено те да са свързани с изтичането на информация.
Със Стефанов се среща Алексей Петров, съветник на председателя на ДАНС, който според самия Стефанов му отправя заплахи. Макар длъжността му да не му дава такива правомощия и формално да не е свързан с делото, Петров извършва разпити и на Младен Мутафчийски и Йоргос Пецас, в които им оказва психологически натиск. По-късно разпореждането за тези действия е е сочено като едно от най-тежките нарушения на Петко Сертов по случая.
На 3 октомври, когато голяма част от информацията за разследването започва да става публична, основните дейности по делото „Галерия“, включително използването на СРС, са спрени. Цялото дело е официално прекратено на 27 май 2009 година със заключение, че първоначалните данни, по които е образувано, не са били потвърдени.

## Парламентарна проверка през 2008 година
Информационното дело „Галерия“ придобива публичност в края на септември 2008 година във връзка с проверка, провеждана от парламентарната комисия по вътрешна сигурност и обществен ред за изразходваните от Министерството на вътрешните работи през 2006 – 2007 година 95 милиона лева за СРС. След посещение в министерството на 25 септември членове на комисията обявяват, че служители на ДАНС са изисквали данни за телефонни разговори на депутати. На следващия ден комисията изслушва председателя на ДАНС Петко Сертов, който потвърждава изискването на данни за депутати по разследване за изтичане на информация към „Опасните“, но отрича той да е знаел за него, съобщавайки, че по тази причина е отстранил ръководителя на дирекцията за вътрешна сигурност Владимир Писанчев.
На 30 септември ръководството на парламентарната вътрешна комисия посещава ДАНС и се среща с ръководството на службата, след което народната представителка от опозицията Елиана Масева обявява, че почти всички медии са наблюдавани от службата, което е потвърдено и от други участници в срещата. От изявленията им става ясно, че освен събирането на списъци с телефонни разговори, службата е извършвала и подслушвания на журналисти. На 3 октомври протоколът от срещата е публикуван със съкращения във вестник „Труд“. В парламента депутатът от опозицията Яне Янев директно обвинява Иван Драшков в саботаж, злоупотреба с власт и лобиране за групата около бившите министри Любен Гоцев и Виктор Вълков, наричана Кръг „Монтерей“.
На 8 октомври парламентарната комисия огласява резюме на заключенията си от проверката в ДАНС, в които препоръчва да се създаде на независим орган, който да контролира дейността на ДАНС и използването на СРС, да се прекрати използването на ДАНС за несвойствени дейности и образуването на дела с неясно формулирана цел.

## Парламентарна проверка през 2009 година
В избраното през юли 2009 година XLI народно събрание е съставена постоянна Комисия за контрол на ДАНС, която специално разглежда случая с Информационно дело „Галерия“ в продължение на пет свои заседания, изслушвайки много от свързаните със случая хора и публикувайки на 8 октомври свое становище. В него остро се критикува работата на ДАНС по делото, което е определено като незаконно образувано, и комисията заключава, че „с тези свои действия, характерни за работата на службите през тоталитарния период, предишното ръководство е нанесло тежък удар върху авторитета на ДАНС“.

## Последици
На 5 септември 2008 година сайтът „Опасните“ е спрян, което предизвиква протести от български и международни журналистически организации, но ДАНС отрича да има нещо общо, а малко по-късно съдържанието му е отново публикувано в интернет от несвързани с първоначалния издател хора. На 22 септември Стефанов е демонстративно пребит с чукове и прекарва дълго време в болница, но оживява.
На 8 октомври, в разгара на публичния скандал около „Галерия“, Петко Сертов уволнява своя заместник Иван Драшков с официалния мотив, че е организирал подписка сред служителите на ДАНС, обвиняваща Татяна Дончева в оповестяване на класифицирана информация. Уволнението на Драшков е публично критикувано от политици от управляващата коалиция, като бившия вътрешен министър Румен Петков и лидерът на Движението за права и свободи Ахмед Доган. Непосредствено след Драшков агенцията напускат и заместниците му Цветлин Йовчев и Веселин Марков. В същото време в медиите се развива кампания, изнасяща компрометираща информация за близки роднини на Драшков – през 2007 година синът му получава значителен кредит за строителството на жилищен комплекс от фалиралата по-късно Корпоративна търговска банка, а брат му е обвиняван в покупката на общински недвижим имот, при която според кмета Бойко Борисов подписът му е фалшифициран.
След идването на власт на правителството на Бойко Борисов през лятото на 2009 година в ДАНС отново са извършени значителни кадрови промени, като групата около Драшков се връща в ръководството на службата. На 10 август Цветлин Йовчев става председател на ДАНС и отстранява множество висши служители на агенцията, а на 16 октомври Върховният административен съд отменя заповедта за уволнение на Драшков и от 11 декември той отново става заместник-председател. Алексей Петров е сред отстранените от ДАНС, а през 2010 година е арестуван по следствие за рекет и изнудване и прекарва осем месеца в ареста, но така и не е обвинен в съда.